# Charbon de la canne à sucre
Le charbon de la canne à sucre est une maladie fongique qui affecte les différentes espèces de cannes à sucre. Cette maladie est causée par un champignon phytopathogène, Sporisorium scitamineum. La maladie est parfois qualifiée de « culmicole », terme qui se réfère à l'excroissance du champignon qui se forme sur la tige (canne ou culmus) de la plante. Elle affecte diverses espèces de canne à sucre et a également été signalée sur d'autres espèces de graminées, mais pas à un niveau critique. La caractéristique la plus reconnaissable de cette maladie est une excroissance noire ou grise qu'on appelle « fouet charbonneux ».
La sélection de cultivars résistants est le meilleur moyen de lutte contre la maladie, mais l'emploi de graines exemptes de la  maladie est aussi important. Dans les exploitations à plus petite échelle, des traitements utilisant de l'eau chaude et l'élimination des plantes infectées peuvent être efficaces. Le principal agent de dispersion des spores est le vent, mais la maladie se propage également par l'intermédiaire de boutures infectées. Le charbon de la canne à sucre est une maladie dévastatrice dans les cultures cannières à l'échelle mondiale,.

## Hôtes et symptômes
Le charbon de la canne à sucre infecte toutes les espèces de canne à sucre, à l'exception des variétés résistantes. Les dégâts causés aux cultures dépendent de la sensibilité de l'espèce. Les champs de canne à sucre sont plantés à l'aide de boutures végétatives à partir de plantes-mères, de sorte qu'elles ont le même profil génétique que la plante-mère. Les graines ne sont pas utilisées pour la multiplication parce que la canne à sucre est un hybride multi-spécifique et donc difficile à sélectionner. Le charbon de la canne à sucre peut également infecter d'autres espèces de graminées en dehors de la canne à sucre. Cependant, la plupart du temps, il reste cantonné aux plantes du genre Saccharum.
Deux à quatre mois après que le début de l'infection de la plante par le champignon, des structures noires en forme de fouet émergent du méristème ou du point de croissance à l'apex de la plante. Le fouet en cours de croissance est un mélange de tissu végétal et de tissu fongique. Le fouet atteint sa maturité entre le sixième et le septième mois. Lorsque les spores contenues à l'intérieur du fouet sont relâchées, le noyau du fouet subsiste et prend une couleur paille.
Les plantes infectées par le champignon présentent généralement des tiges minces et sont souvent rabougries. Elles finissent par taller beaucoup plus que la normale et cela donne des feuilles qui sont plus minces et beaucoup plus faibles. Elles ressemblent parfois plus à de l'herbe que les plantes saines. Des symptômes moins fréquents de la maladie sont des galles de la tige ou des feuilles et des bourgeons proliférants.

## Cycle de la maladie
Le charbon de la canne à sucre se répand par les  téliospores  produits dans le fouet. Ces téliospores, qui se trouvent soit dans le sol, soit sur la plante, germent en présence d'eau.
Après la germination, ils produisent du promycelium et subissent une méiose qui crée quatre sporidies haploïdes. La canne à sucre est bipolaire et produit donc deux types différents de sporidies. Pour que l'infection se produise, deux sporidies appartenant à des types d'accouplement différents doivent se réunir et former un dicaryon. Ce dicaryon produit alors des hyphes qui pénètrent dans les écailles des bourgeons de la canne à sucre et infectent le tissu méristématique. Le champignon se développe dans le tissu méristématique et induit la formation de structures florales qu'il colonise pour produire ses téliospores.
Les structures de floraison, habituellement des « flèches » typiques des graminées, se transforment en un sore en forme de fouet qui se développe entre les gaines foliaires. Au début, il est recouvert d'un mince péridium argenté (c'est un tissu de l'hôte) qui se détache facilement lorsqu'il est desséché pour exposer les téliospores couleur noir-brun de suie. Ces téliospores sont ensuite dispersées par le vent et le cycle se poursuit. Les spores sont de couleur rougeâtre, rondes et subovoïdes, et peuvent être lisses à modérément échinulées. Leur taille varie de 6,5 à 8 µm. Les cultivars de canne à sucre destinés à être distribués dans d'autres zones géographiques devraient être testés pour déterminer leur sensibilité aux populations de Sporisorium scitamineum dans chaque région.

## Histoire

### Arrivée en Australie
L'arrivée du pathogène en Australie est récente. Celui-ci est en effet arrivée en 1998 dans la région de l'Ord River à l'ouest du pays, d'importance économique mineure, et en 2006 à l'est du pays, à Childers. Les variétés cultivés n'étant pas résistantes à la maladie, cela a entraîné des pertes économiques importantes.